# Franz Georg Carl von Guaita
Franz Georg Carl von Guaita (* 12. Dezember 1810 in Frankfurt am Main; † 7. Januar 1868 ebenda) war ein deutscher Advokat und Abgeordneter.

## Leben
Die Familie Guaita stammte aus der Gegend von Menaggio am Comer See und war seit 1660 als Pomeranzenhändler in Frankfurt ansässig. Im 18. Jahrhundert erlangten die Guaitas das Bürgerrecht. Franz Georg Carl von Guaita war der Sohn des vielfachen Frankfurter Bürgermeisters Georg Friedrich von Guaita und dessen Ehefrau Meline Brentano (1788–1861), einer Schwester von Clemens und Bettine Brentano. Er heiratete am 23. November 1841 in Frankfurt am Main die Landschaftsmalerin Marie Anna Franziska Forsboom (* 2. November 1825 in Frankfurt am Main; † 11. April 1855 ebenda), die Tochter des Joseph Anton Forsboom und Anna Maria Gertraud Brentano. Aus der Ehe gingen der Sohn Georg Friedrich Carl von Guaita (1842–1843) und die Tochter Maria Freifrau von Handel, geb. von Guaita (verheiratet mit Franz Freiherr von Handel, Herr auf Albmegg, Österreich), hervor.
Er studierte Rechtswissenschaften und wurde zum Dr. jur. promoviert. Er wurde Advokat in der Freien Stadt Frankfurt. Daneben war er Präsident des Engeren Ausschusses der Theater-Aktien-Gesellschaft.
Von 1842 bis 1888 war er Mitglied des Gesetzgebenden Körpers. Nach der Märzrevolution wurde er 1848 in die Constituierende Versammlung der Freien Stadt Frankfurt gewählt. Von 1857 bis 1861 gehörte er erneut dem Gesetzgebenden Körper an.